# Sainte-Colombe, Rhône
Sainte-Colombe, sometimes referred to as Sainte-Colombe-lès-Vienne, là một xã thuộc tỉnh Rhône trong vùng Auvergne-Rhône-Alpes phía đông nước Pháp. Xã này nằm ở khu vực có độ cao trung bình 155 mét trên mực nước biển.